# Verschiedenfarbige Bodenwanze
Die Verschiedenfarbige Bodenwanze (Trapezonotus dispar) ist eine Wanze aus der Familie der Rhyparochromidae.

## Merkmale
Die Wanzen werden 4,6 bis 5,3 Millimeter lang. Die Art sieht Trapezonotus arenarius und Trapezonotus desertus sehr ähnlich und ist schwer von diesen zu unterscheiden. Eine sichere Bestimmung ist nur durch die Untersuchung der Paramere der männlichen Genitalien möglich. Bei beiden Geschlechtern treten kurz- und langflügelige Formen auf, langflügelige (makroptere) sind häufiger, insbesondere bei den Weibchen.

## Verbreitung und Lebensraum
Die Art ist in Mittel- und Südeuropa verbreitet und tritt auch in Nordafrika auf. Im Osten reicht das Verbreitungsgebiet bis nach Zentral- und Südrussland sowie über Kleinasien bis in den Kaukasus. In Deutschland ist die Art vor allem im Süden mancherorts häufig, im Norden wird sie zunehmend seltener, nördlich der Mittelgebirge tritt sie nur mehr vereinzelt auf. In Österreich ist die Art weit verbreitet und steigt in den Alpen bis etwa 1500 Meter Seehöhe. Sie besiedelt trockene bis mäßig feuchte Böden an sonnigen, offenen und teilweise auch schattigen Lebensräumen und kommt häufig in der Bodenstreu oder unter Totholz am Rand oder im inneren von lichten Laubwäldern mit Buchen-, Eichen- oder Birkenbewuchs, seltener in Nadelwäldern vor. Nicht selten hat man die Art nach Waldbränden in hoher Zahl auf den verbrannten Flächen nachgewiesen. Die Art bevorzugt feuchtere und schwerere Böden als Trapezonotus arenarius und tritt deswegen selten mit dieser Art gemeinsam auf.

## Lebensweise
Da man die Tiere zahlreich unter verpilztem Totholz und in der Laubstreu findet, vermutet man, dass sie an Pilzhyphen saugen. Der Entwicklungszyklus unterscheidet sich kaum von dem von Trapezonotus desertus. In idealen Jahren kann im Süden Deutschlands auch eine unvollständige zweite Generation auftreten.

## Belege